# Echinogobius hayashii
Az Echinogobius hayashii a csontos halak (Osteichthyes) főosztályának a sugarasúszójú halak (Actinopterygii) osztályába, ezen belül a sügéralakúak (Perciformes) rendjébe, a gébfélék (Gobiidae) családjába és a Gobiinae alcsaládjába tartozó faj.
Nemének egyetlen faja.

## Előfordulása
Az Echinogobius hayashii az Indiai- és a Csendes-óceánok határán fordul elő. Nyugat-Ausztráliától Japánig lelhető fel.

## Megjelenése
Ez a gébféle legfeljebb 7 centiméter hosszú. Hátúszóján 6-7 tüske és 12 sugár, míg a farok alatti úszóján 1 tüske és 12 sugár látható. Egy hosszanti sorban 29-32 pikkely van.

## Életmódja
Mérsékelt övi, tengeri hal, amely a korallzátonyok mellett él. 20 méter mélyen is megtalálható. A sima felületű, és gyors árapály áramlású vizeket kedveli, ahol, veszély esetén, tengeriuborkák (Holothurioidea) és soksertéjűek (Polychaeta) elhagyott üregeibe bújik el.